# Adolph John Paschang
Adolph John Paschang (Martinsburg, 16 aprile 1895 – Hong Kong, 3 febbraio 1968) è stato un vescovo cattolico e missionario statunitense.

## Biografia

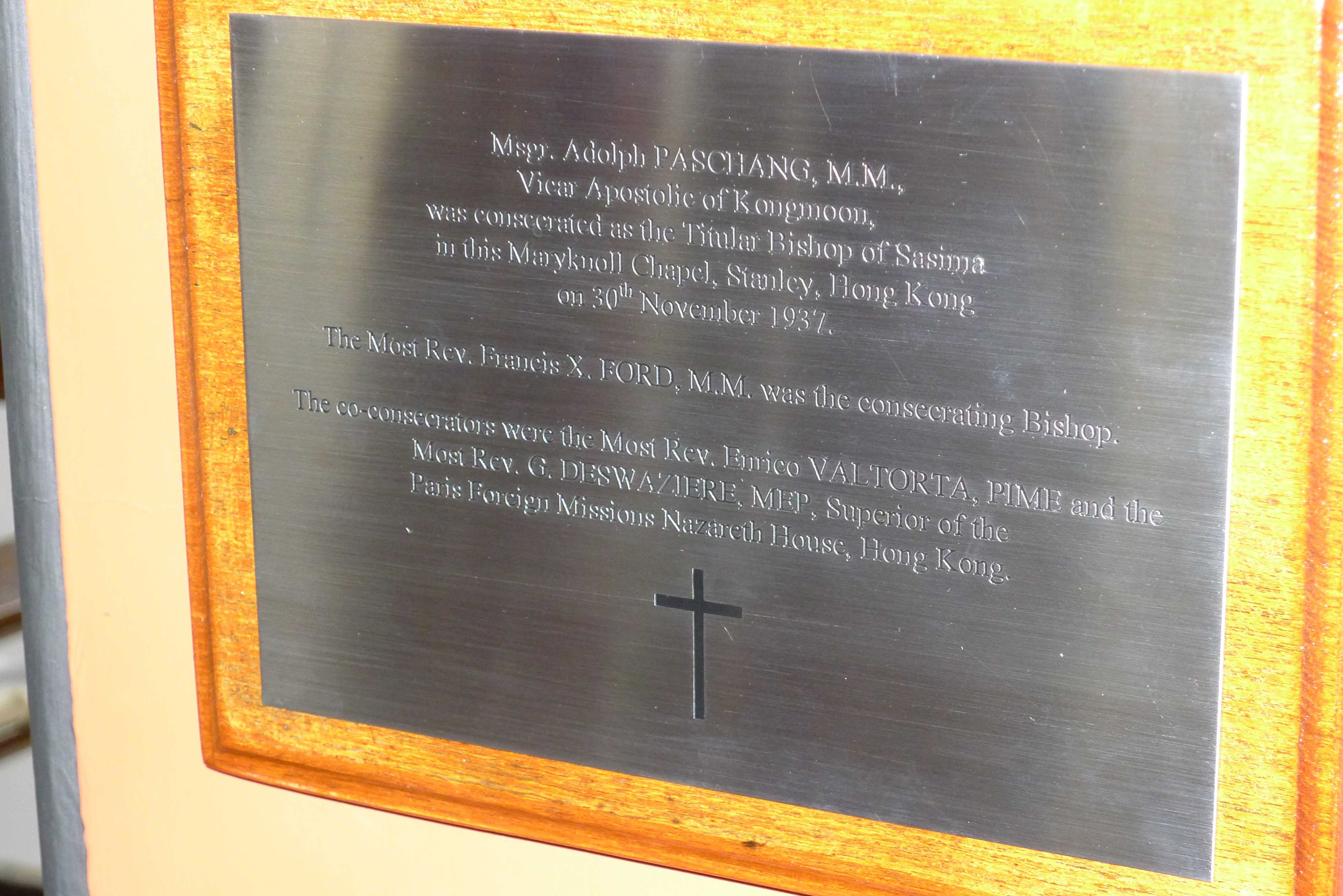
Targa che commemora la consacrazione di monsignor Adolph John Paschang nella cappella della Maryknoll Stanley House a Hong Kong.

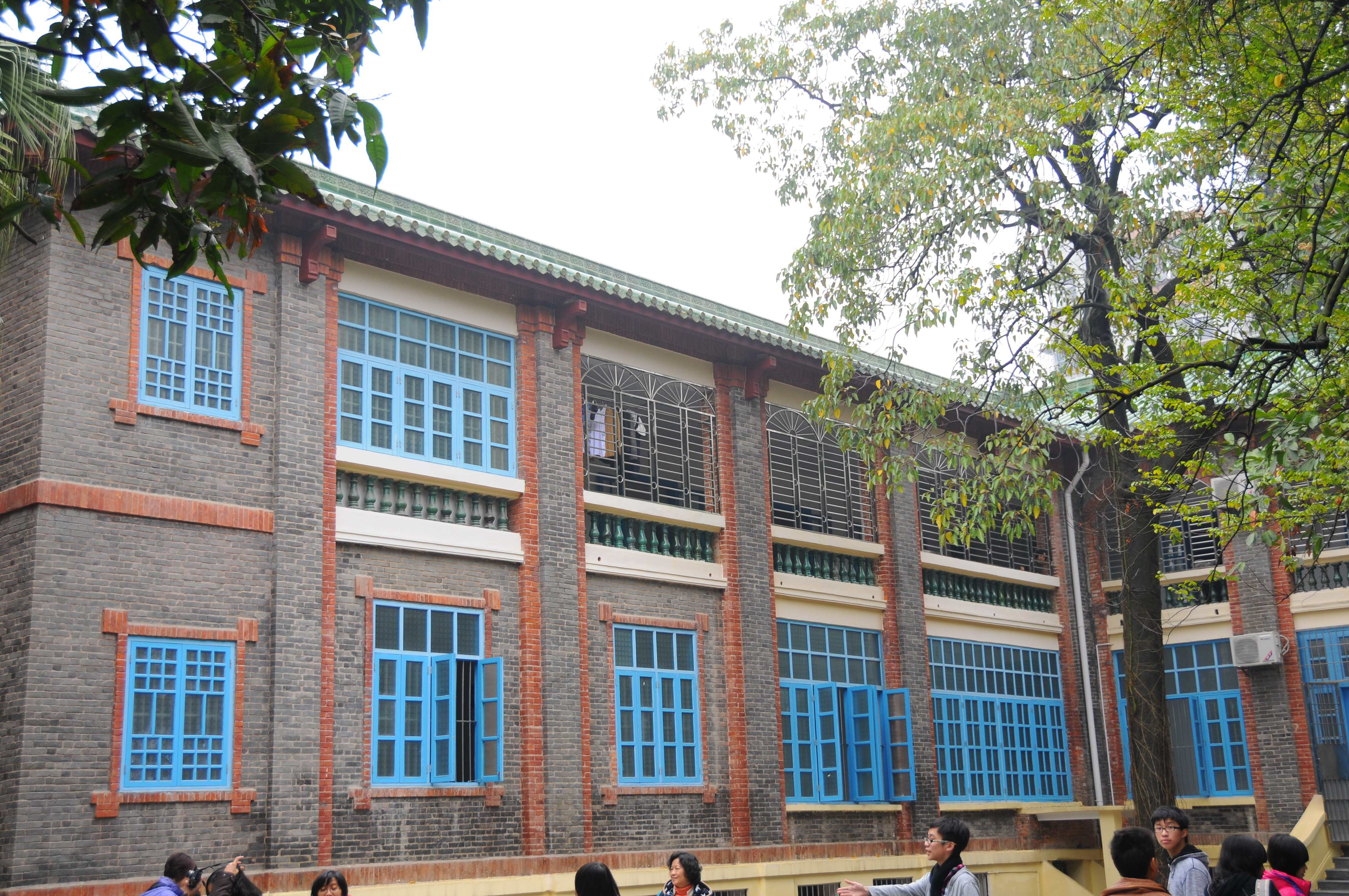
Cattedrale del Cuore Immacolato di Maria a Jiangmen, dove monsignor Adolph J. Paschang era solito celebrare la messa. Foto scattata il 19 marzo 2011.

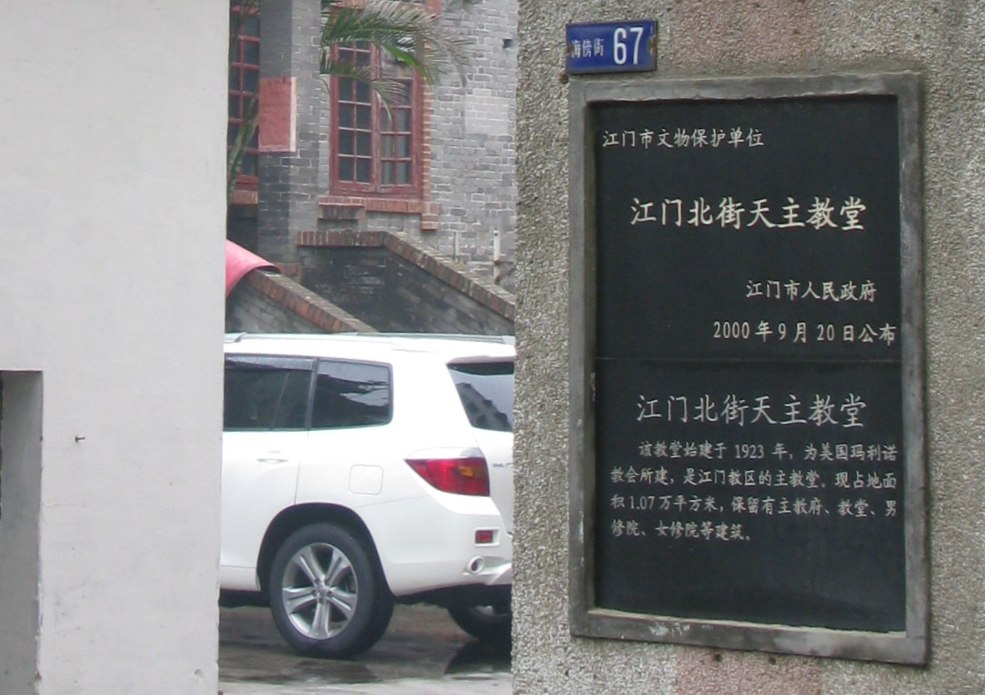
Iscrizione all'ingresso della cattedrale del Cuore Immacolato di Maria al numero 16 Hai Bang Road a Jiangmen. Foto scattata il 19 marzo 2011.

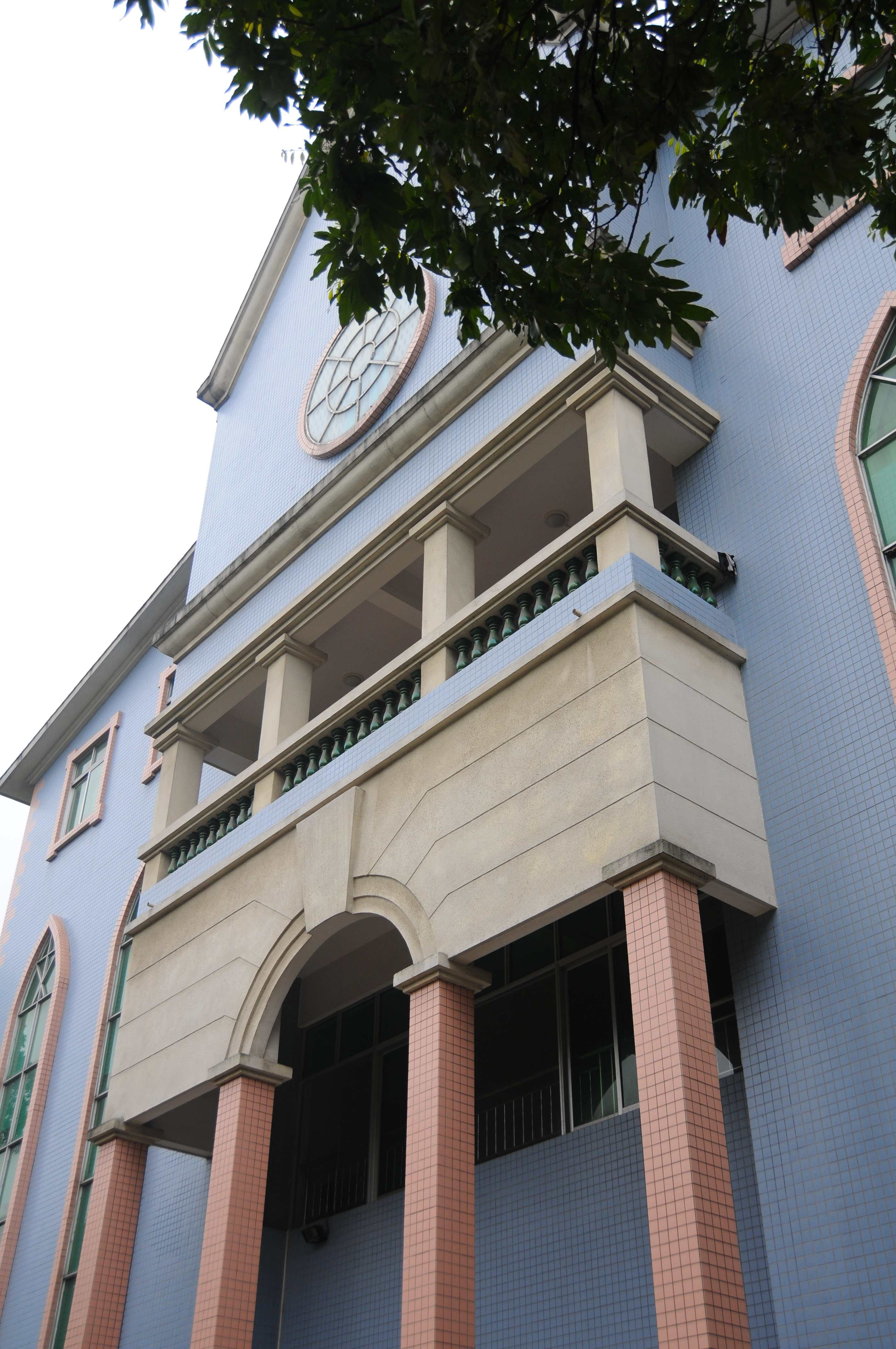
Altra immagine della cattedrale del Cuore Immacolato di Maria a Jiangmen, dove monsignor Adolph J. Paschang era solito celebrare la messa. Foto scattata il 19 marzo 2011.

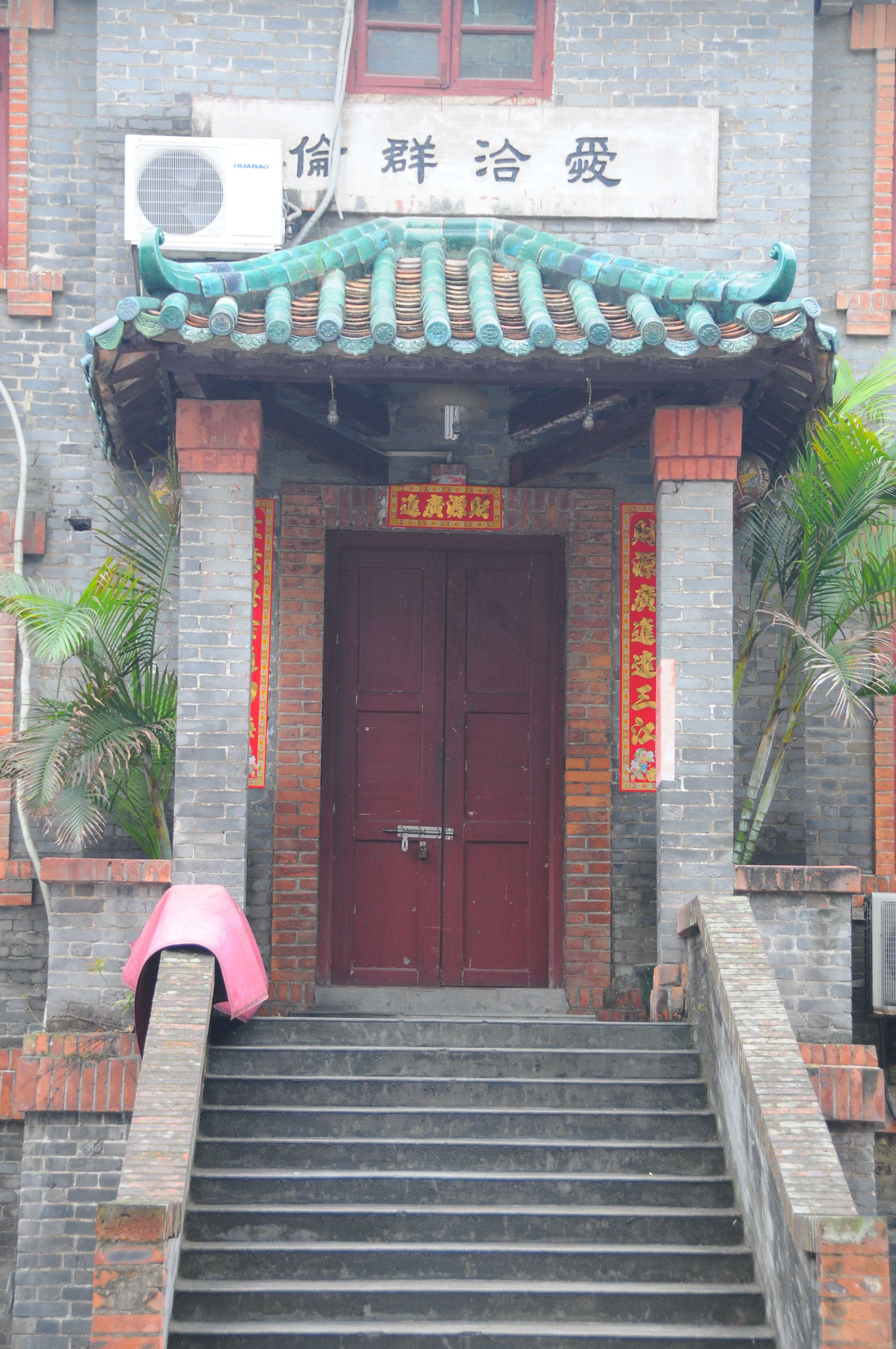
Altra immagine della cattedrale del Cuore Immacolato di Maria a Jiangmen, dove monsignor Adolph J. Paschang era solito celebrare la messa. Foto scattata il 19 marzo 2011.

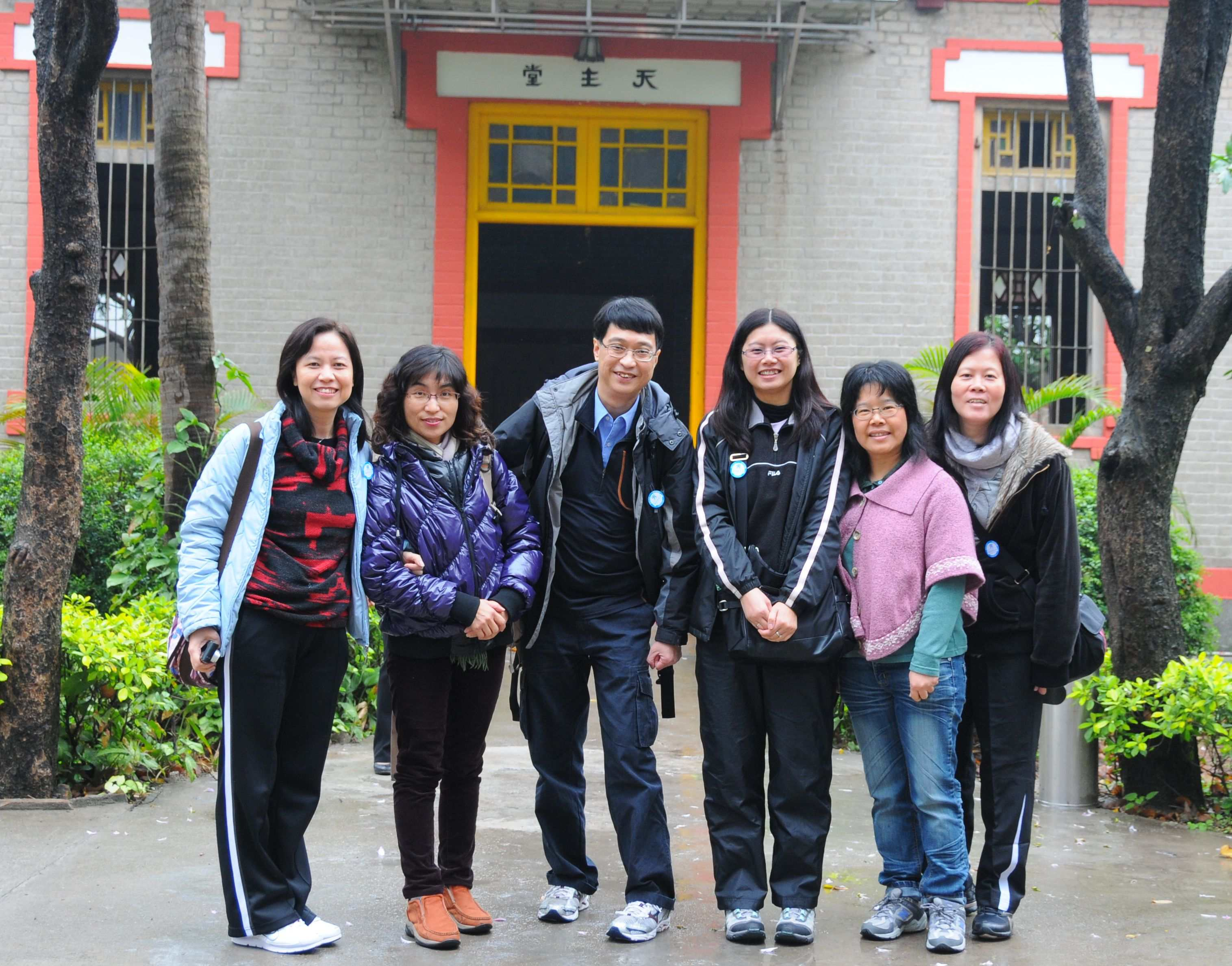
Foto del personale e degli ex alunni della scuola cattolica "Vescovo Paschang", presa nella cattedrale del Cuore Immacolato di Maria a Jiangmen. Foto scattata il 19 marzo 2011.

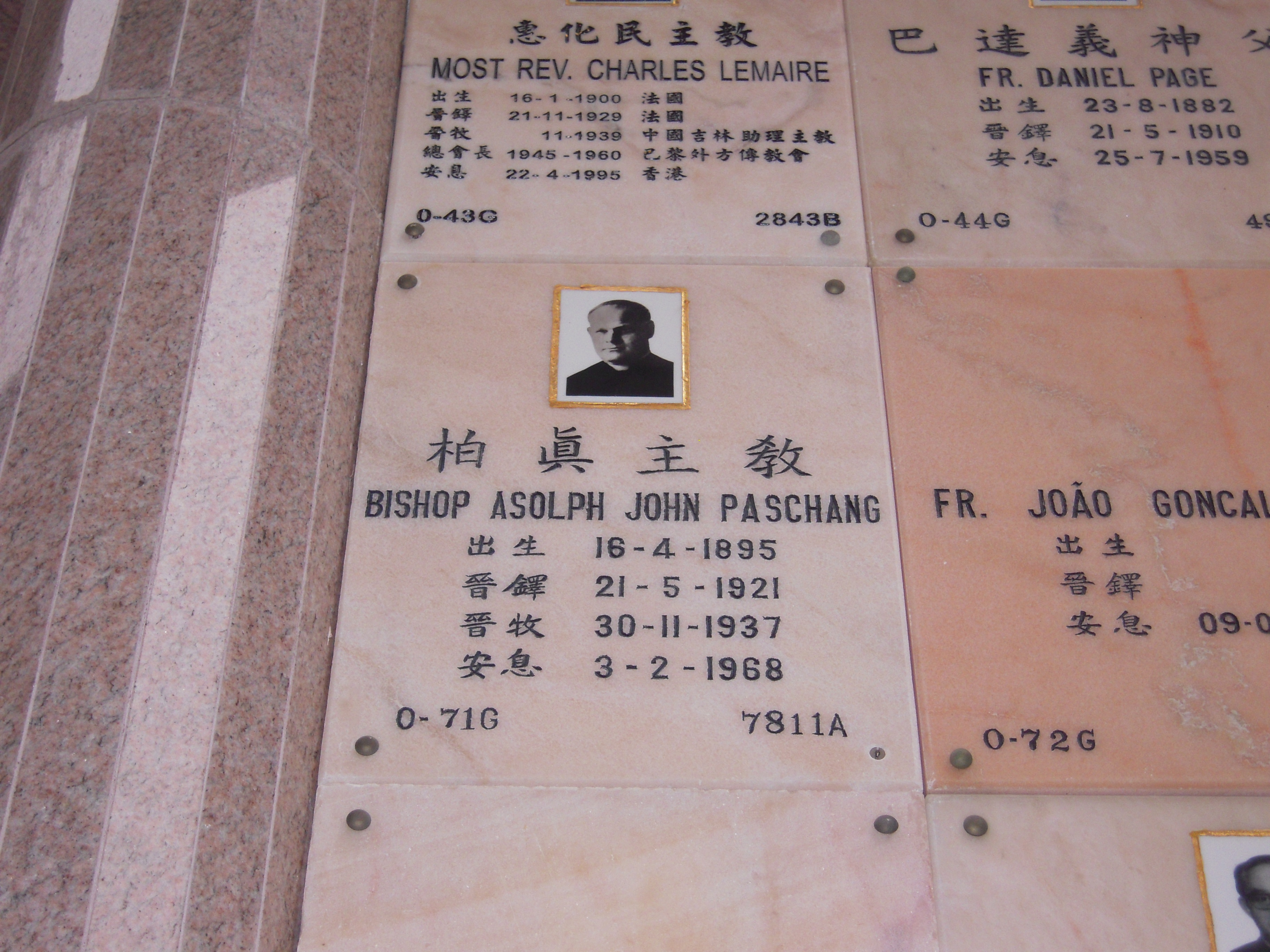
Tomba di monsignor Adolph John Paschang nel cimitero cattolico di San Michele a Hong Kong. Foto scattata l'8 agosto 2011.

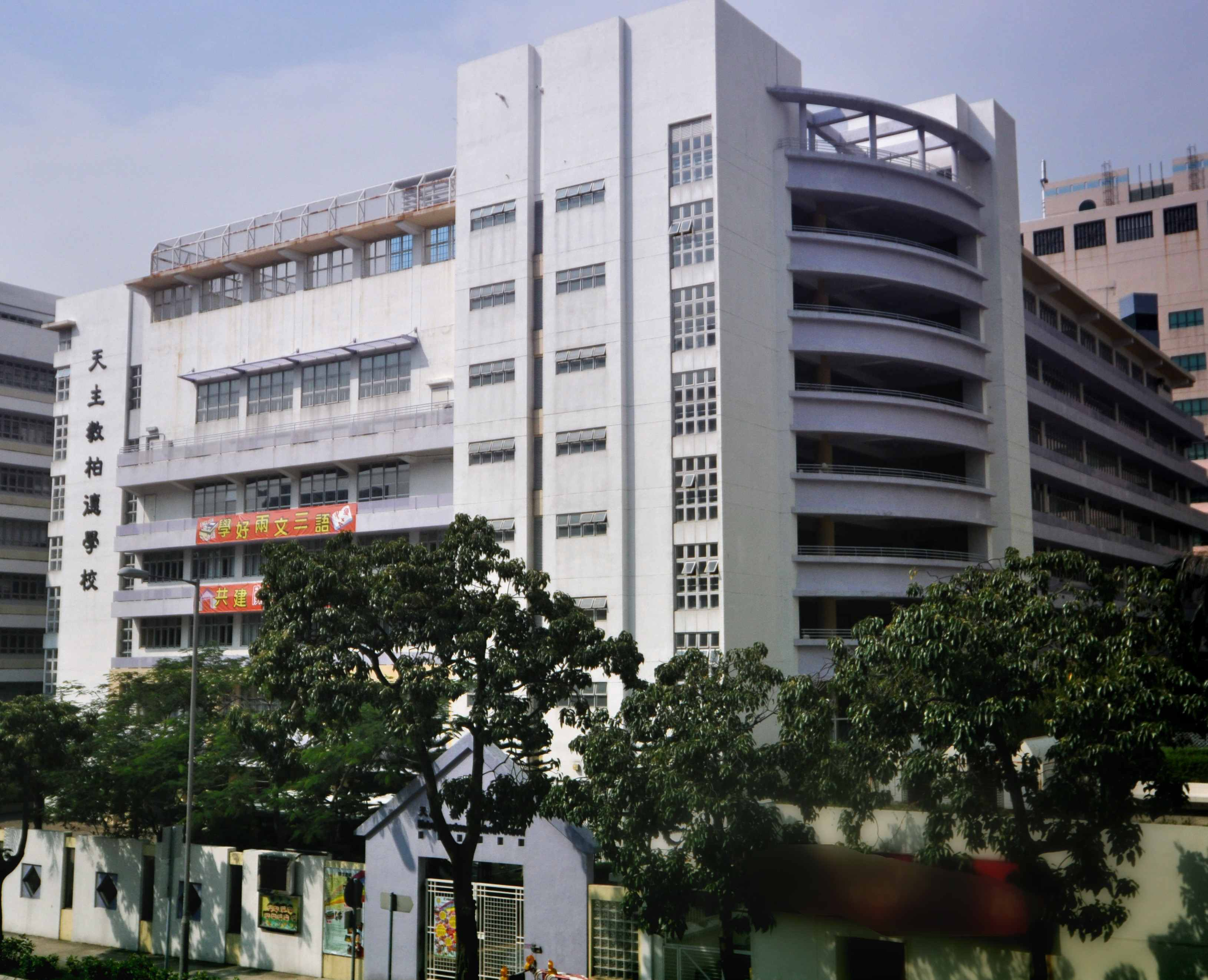
La Bishop Paschang Catholic School a Kowloon Bay, Kowloon, Hong Kong.

Adolph John Paschang nacque a Martinsburg, Missouri, il 16 aprile 1895. Crebbe in una fattoria locale.

### Formazione e ministero sacerdotale
Studiò al Campion College of the Sacred Heart (poi Campion High School) fino al 1916, poi alla St. Louis University High School e infine al Kenrick Seminary di Saint Louis. In seguito entrò nella Società per le missioni estere degli Stati Uniti d'America.
Il 21 maggio 1921 fu ordinato presbitero. Immediatamente dopo partì come missionario per Kongmoon, in Cina. Predicò e lavorò nel sud del paese e visse a lungo a Gaozhou. In questa città insegnò alla Sacred Heart School, l'istituto fondato dal suo confratello don Bernard F. Meyer e inaugurato il 5 ottobre 1923. La prima classe si diplomò invece il 30 agosto 1926. Operò anche a Yangjiang, Jiaying, Taishan e Jiangmen.

### Ministero episcopale
Il 17 giugno 1937 da papa Pio XI lo nominò vicario apostolico di Jiangmen e vescovo titolare di Sasima. Ricevette l'ordinazione episcopale il 30 novembre successivo dal vicario apostolico di Kaying Francis Xavier Ford, coconsacranti il vicario apostolico di Canton Antoine-Pierre-Jean Fourquet e il vescovo di Macao José da Costa Nunes.
Visse l'invasione giapponese e l'occupazione della Cina durante la seconda guerra mondiale. Il Giappone invase infatti il paese in diversi fasi negli anni '30. La Cina meridionale venne occupata verso la fine del decennio. Fino all'attacco a Pearl Harbor del 1941, monsignor Paschang e il suo vicariato rimasero relativamente indisturbati dalle forze giapponesi dato che il presule possedeva la cittadinanza statunitense.
Nel febbraio del 1941 ricevette un passaggio dalle forze di occupazione giapponesi per visitare Hong Kong. Il vero scopo della sua mossa era di scavalcare le aree non occupate del suo vicariato per visitare i sacerdoti e le suore. Durante la sua permanenza ad Hong Kong arrivò padre Joe Sweeney del lebbrosario della Porta del Paradiso a Ngaimen e gli raccontò del viaggio avventuroso che aveva appena compiuto: la lancia a motore che portò padre Big Joe e altri passeggeri era stato attaccato da una motovedetta giapponese verso sera, ma essi erano sfuggiti alla cattura, favoriti dalla discesa dell'oscurità che permise loro di sgattaiolare davanti alla nave di pattuglia. Monsignor Paschang avrebbe dovuto seguire lo stesso percorso e gli stessi rischi nel suo viaggio di ritorno. Mentre soggiornava a Hong Kong, impartì le ordinazioni presbiterali nella cappella del Rosario, in assenza del vescovo Enrico Valtorta.
L'11 aprile 1946 papa Pio XII elevò il vicariato apostolico a diocesi e lo nominò suo vescovo.
Nel maggio del 1946 monsignor Paschang arrivò alla Maryknoll Stanley House di Hong Kong per una conferenza con più di una dozzina di ordinari diocesani della Cina meridionale, compresi i quattro suoi confratelli. Arrivò con una barba alla Van dyke e solo il suo rango episcopale lo salvò dalla consueta pratica della Stanley di insistere sulla rimozione delle barbe.
Dopo la liberazione della Cina continentale e la presa del potere da parte delle forze comuniste scelse di non abbandonare il paese. Fu catturato e torturato dalle autorità cinesi.
Il 5 dicembre 1951 fu costretto a contattare la Stanley House di Hong Kong tre volte per trasmettere l'informazione che i comunisti cinesi chiedevano 22 000 dollari per la sua liberazione. Il 7 dicembre il prezzo del riscatto fu ridotto a 6000 dollari ma non fu pagato nulla. Il 19 dicembre, una notizia simile venne riportata sul New York Times: Il 18 dicembre un portavoce ufficiale cattolico disse che un vescovo di 56 anni, Adolph Paschang di Kongmoon (ora chiamata Jiangmen), provincia di Kwangtung (ora chiamata provincia del Guangdong), era stato picchiato di nuovo in seguito al rifiuto della Chiesa di pagare "denaro da riscatto" ai comunisti cinesi come mezzo per salvarlo dalla violenza della "riforma agraria" intensificata in quella provincia costiera sudorientale". Il vescovo successivamente venne torturato gravemente.
Padre William Downs nel suo Maryknoll Hong Kong Chronicle il 9 giugno 1952 registrò: "Il vescovo Paschang, dopo essere stato maltrattato venne finalmente espulso dalla Cina". Hanno marciato "dalla sua missione a Pakkai" (ora chiamato Beijie, dove si trovava la cattedrale del Cuore Immacolato di Maria, cioè la cattedrale della diocesi di Jiangmen, "lo hanno messo su una giunca e se ne sono andati". Non sapeva quale sarebbe stato il suo destino e il pensiero dell'infelice fine di padre Sandy Cairns per mano dei giapponesi deve aver attraversato la sua mente.
Venerdì 6 giugno 1952 monsignor Paschang attraversò il confine cinese e giunse nella città portoghese di Macao. Il 9 giugno raggiunse Hong Kong. Molti giornalisti lo stavano aspettando con ansia al molo. Al suo arrivo, il vescovo Paschang ricordò di essere stato costretto a inginocchiarsi su mattoni rotti nell'inverno del 1951 mentre veniva interrogato, ma che tuttavia non portava odio per i suoi aguzzini. Dopo una lunga intervista, monsignor Paschang poté finalmente tornare alla Stanley House per una cena.
Dopo la sua espulsione da parte del governo comunista cinese, monsignor Paschang prese residenza nella Maryknoll Stanley House, quartier generale del suo ordine a Hong Kong. Visitò brevemente gli Stati Uniti d'America, ma tornò di nuovo a Hong Kong visto il suo amore per il popolo cinese.
Nel marzo del 1957, monsignor Paschang subì una grave trombosi cerebrale e venne ricoverato in ospedale. Da allora in poi non fu più in grado di camminare. Il St. Francis Hospital delle suore canossiane divenne quindi la sua casa per quasi un anno. Nell'ottobre di quell'anno insistette per lasciare l'ospedale e tornò alla Maryknoll Stanley House. Furono presi accordi dopo un incontro con il superiore generale in visita, padre John Comber, e un magazzino al piano terra accanto alla cucina venne trasformato in una "suite" per lui. Ebbe la tenera, pur se non professionale, cura del fedele cameriere Ah Fung. Dal maggio del 1958 fu costretto a usare una sedia a rotelle. Nonostante la sua salute fosse in declino, continuò a frequentare regolarmente la messa e ad assistere alla liturgia, fino a quando il suo corpo malato lo consentì.
Morì al St. Paul's Hospital di Causeway Bay, Hong Kong il 3 febbraio 1968 all'età di 72 anni. Dopo le esequie la sua salma fu tumulta nel cimitero cattolico di St. Michael nel quartiere Happy Valley di Hong Kong.

## Ricordo
In ricordo di monsignor Paschang, quando nel 1969 il suo ordine fondò una nuova scuola elementare a Ngau Tau Kok, Kowloon, la battezzarono Bishop Paschang Memorial School. Oggi è conosciuta come Bishop Paschang Catholic School.
Alla fine degli anni '90, il governo di Hong Kong progettò di risviluppare la tenuta del Lower Ngau Tau Kok, dove si trovava la Bishop Paschang Memorial School. Nel 1997, il preside di allora Leung Kwok Hung, fece domanda per una nuova scuola al governo. Gli venne concesso un nuovo edificio in un "villaggio scolastico" a Kowloon Bay. La sezione AM della Bishop Paschang Memorial School si trasferì nel nuovo campus di Kowloon Bay nel 2002. Il nuovo istituto venne battezzato Bishop Paschang Catholic School.
L'edificio scolastico della Bishop Paschang Memorial School nel 2008 venne finalmente restituito al governo di Hong Kong, in linea con il piano di demolizione della parte rimanente del Lower Ngau Tau Kok Estate. Le restanti classi della sezione PM della Bishop Paschang Memorial School vennero quindi trasferite alla Bishop Paschang Catholic School di Kowloon Bay.

## Genealogia episcopale
La genealogia episcopale è:
- Cardinale Scipione Rebiba
- Cardinale Giulio Antonio Santori
- Cardinale Girolamo Bernerio, O.P.
- Arcivescovo Galeazzo Sanvitale
- Cardinale Ludovico Ludovisi
- Cardinale Luigi Caetani
- Cardinale Ulderico Carpegna
- Cardinale Paluzzo Paluzzi Altieri degli Albertoni
- Papa Benedetto XIII
- Papa Benedetto XIV
- Papa Clemente XIII
- Cardinale Marcantonio Colonna
- Cardinale Giacinto Sigismondo Gerdil, B.
- Cardinale Giulio Maria della Somaglia
- Cardinale Carlo Odescalchi, S.I.
- Cardinale Costantino Patrizi Naro
- Cardinale Serafino Vannutelli
- Cardinale Domenico Serafini, Cong.Subl. O.S.B.
- Cardinale Pietro Fumasoni Biondi
- Vescovo James Anthony Walsh, M.M.
- Vescovo Francis Xavier Ford, M.M.
- Vescovo Adolph John Paschang, M.M.